# ضهوة

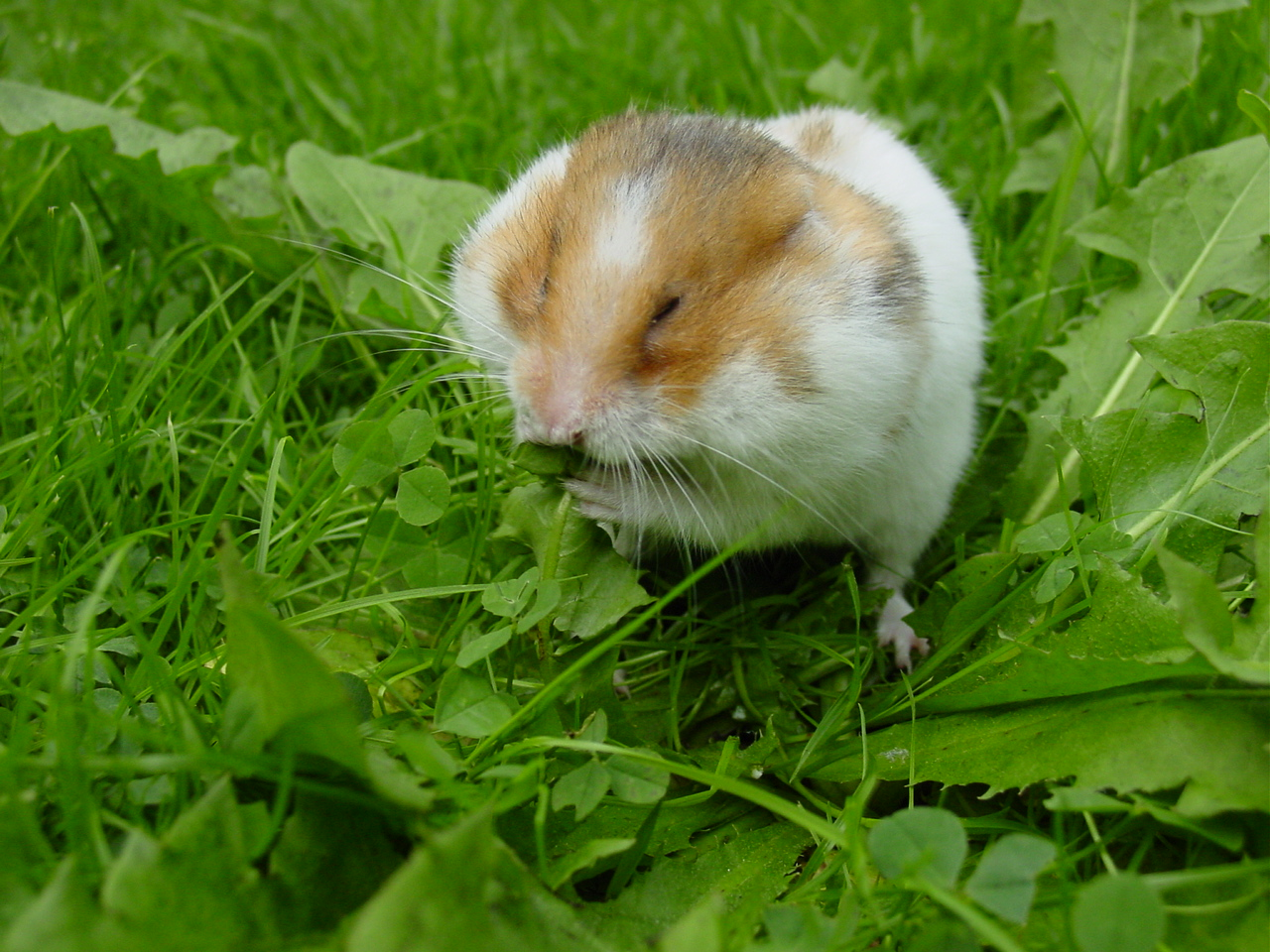
القداد الذهبي وهو يملئ أضهاء بالخضرة

الضَهْوَة أو الجراب الوجنيّ (ج، أضهاء) هو جراب في باطن الخد تتميز به بعض الحيوانات ثديية، مثل خلد الماء والقوارض ومعظم القرود. تستعملها لجمع الطعام من الحبوب وغيرها.